# Tuebingosaurus
Tuebingosaurus maierfritzorum is een plantenetende dinosauriër, behorende tot de Sauropodomorpha, die tijdens het late Trias leefde in het gebied van het huidige Duitsland.

## Vondst en naamgeving
Begin jaren twintig van de twintigste eeuw voerde Friedrich von Huene zijn befaamde opgravingen bij Trossingen uit waarin hij tientallen skeletten van Plateosaurus borg. Een van de exemplaren, specimen GPIT-PV-30787, ook wel bekend als skelet GPIT-IV, gevonden in 1922 in de Obere Mühle, was wat afwijkend. Hij wees het toe aan de soort Gresslyosaurus plieningeri. In 1932 verplaatste hij het naar een Plateosaurus plieningeri. Galton wees het specimen in 2001 toe aan Plateosaurus longiceps en meende dat het een groot wijfje betrof. De eigenschappen van het skelet werden vaak gebruikt bij het bepalen van de morfologie van P. longiceps. In het begin van de eenentwintigste eeuw werd de methode populair om exemplaren apart in kladistische analyses in te voeren teneinde te controleren of ze wel met andere exemplaren toegewezen aan een bepaald taxon clusterden. Toen deze methode op GPIT-PV-30787 werd toegepast bleek het specimen op een andere positie in de evolutionaire stamboom uit te vallen; overigens vormde zich ook geen cluster van een P. plieningeri. Besloten werd GPIT-PV-30787 als een apart geslacht en soort te gaan benoemen.
In 2022 werd de typesoort Tuebingosaurus maierfritzorum benoemd en beschreven door Omar Rafael Regalado Fernández en Ingmar Werneburg. De geslachtsnaam verwijst naar de stad Tübingen en indirect naar het Geologisch-Paläontologisches Institut Tübingen van de Universiteit van Tübingen tot de collectie waarvan het specimen behoort. De soortaanduiding weerspiegelt het feit dat de soort benoemd werd in een artikel dat deel uitmaakt van een Festschrift ter ere van de tachtigste verjaardag van Wolfgang Maier, van welke publicatie weer Uwe Fritz de redacteur was. De Life Science Identifiers zijn GPIT-PV-30787 voor het geslacht en B60C4F76-5CFA-4E9A-8745-E98E1CD6D8FC voor de soort.
Het holotype is GPIT-PV-30787 partim, een skelet zonder schedel. Bewaard zijn gebleven: het heiligbeen, het bekken, de vijf voorste staartwervels, vier chevrons, de linkerachterpoot waaronder het vierde middenvoetsbeentje, het eerste kootje van de eerste teen, en de tweede en derde teen, en het rechterkuitbeen. Al deze delen zijn min of meer in verband gevonden. Oorspronkelijk was de hele linkervoet aanwezig maar veel elementen daarvan bleken in 2022 te ontbreken. Von Huene bracht ook een voorpoot en een paar onderkaken bij dit inventarisnummer onder. Ze zouden bij de rest van het skelet aangetroffen zijn. Hij documenteerde hun positie echter niet. Voorzichtigheidshalve beschouwden Fernández & Werneburg deze elementen niet als deel van het holotype. Hetzelfde geldt voor een halswervel die kwijt is.

## Beschrijving

### Grootte en onderscheidende kenmerken

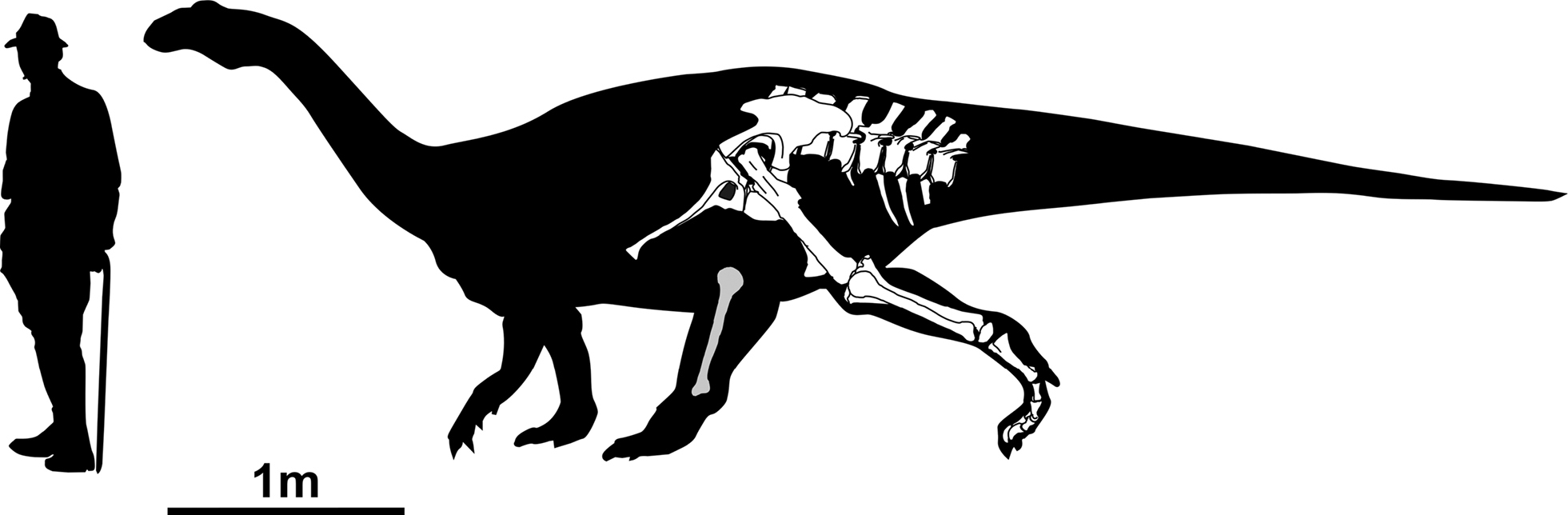
Tuebingosaurus in grootte vergeleken met Friedrich von Huene

Het holotype vertegenwoordigt een individu van zo'n zes meter lengte. Het dijbeen heeft de aanzienlijke lengte van 755 millimeter.

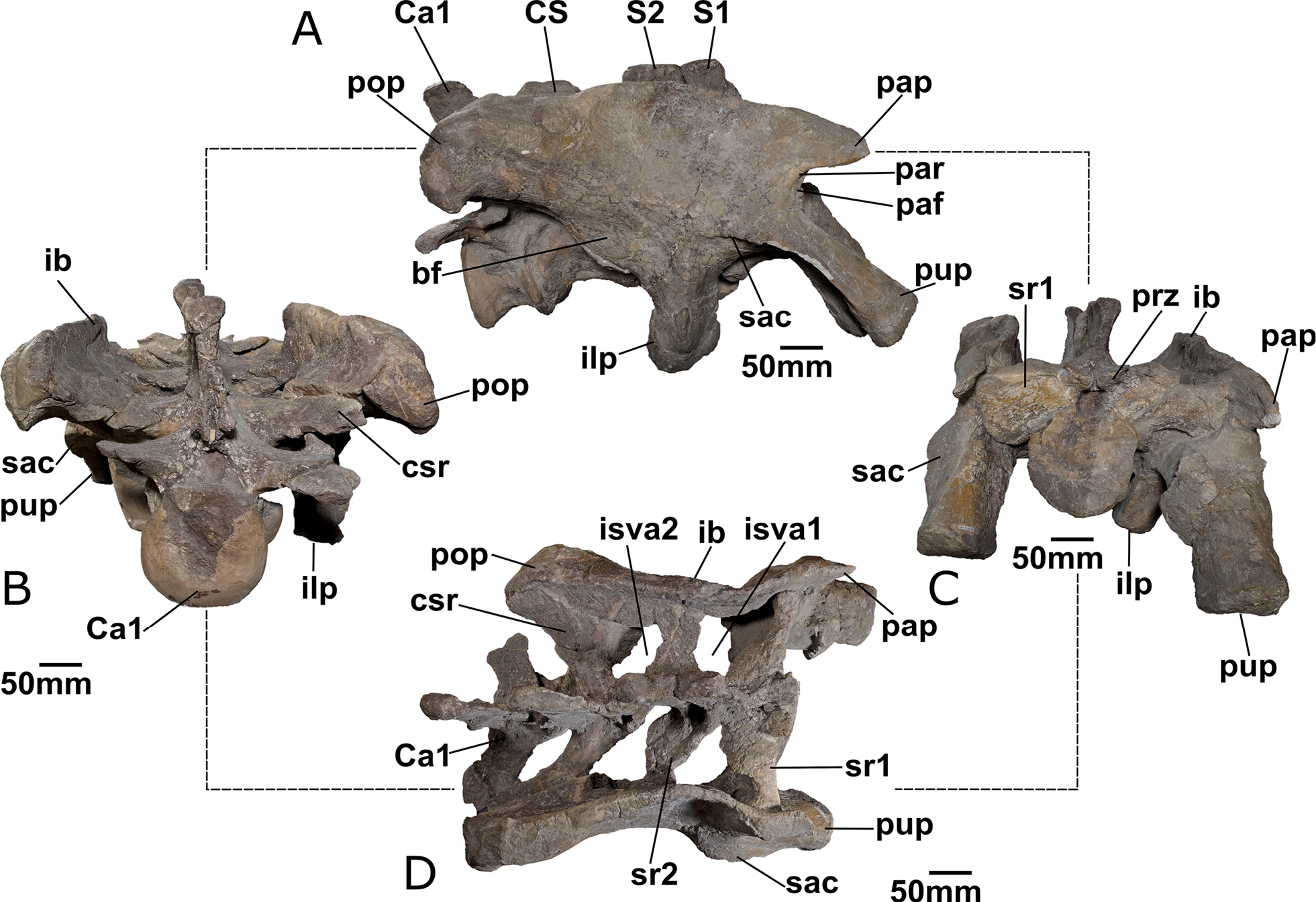
Het bekken

De beschrijvers stelden een unieke combinatie van kenmerken vast. De twee echte sacrale wervels zijn vergroeid. Het achterblad van het darmbeen is robuust en ruw verbreed. Het ondervlak van het scheenbeen heeft een vijfhoekige profiel door een extra uitsteeksel aan de achterzijde. De voorrand van het sprongbeen heeft een diepe groeve in de onderste buitenzijde. Het buitenste gewrichtsvlak van het sprongbeen dat het gereduceerde hielbeen ondersteunt toont een naar beneden gerichte "hiel" met aan de buitenzijde een uitsteeksel.

### Beschrijving
Tuebingosaurus toont een aantal afgeleide kenmerken die het deelt met basale Sauropoda. De voorste staartwervels hebben een richel tussen het voorste gewrichtsuitsteeksel en het zijuitsteeksel. Hun zijuitsteeksels lopen tot over de wervelboog. Op het darmbeen is het aanhangsel voor het zitbeen veel korter dan dat voor het schaambeen. Het dijbeen is niet om de lengteas gewrongen in plaats van zo'n 30° als bij basale sauropodomorfen. Het gewrichtsvlak van het scheenbeen is tweemaal langer dan overdwars breed. Bij het scheenbeen staat bij de onderste buitenzijde de achterrand flink af van de voorrand. De trochanter aan de zijde van het kuitbeen is zijdelings gericht.

## Fylogenie
Tuebingosaurus is basaal in de Massopoda geplaatst. Zijn positie was in alle analyses afgeleider dan Plateosaurus maar de precieze verwantschappen verschilden sterk tussen de verschillende statistische bewerkingen die op de gegevens werden uitgevoerd. Als zustertaxon werd soms Meroktenos, Mussaurus, Isanosaurus of Pulanesaura. In veel gevonden evolutionaire bomen was er een nauwe verwantschap met Schleitheimia. Toepassing van de techniek van de implied weighting levert de meest afgeleide posities op.